# Alberto Ginés López
Alberto Ginés López (Cáceres, 23 ottobre 2002) è un arrampicatore spagnolo. È specializzato nella difficoltà e nel bouldering. Ha ottenuto una medaglia d'oro ai Giochi della XXXII Olimpiade di Tokyo.

## Palmarès
- Giochi olimpici

 Oro a Tokyo 2020 nella combinata
- Coppa del mondo

 Argento nel 2019 nella specialità difficoltà